# Fenyő-darázscincér
A fenyő-darázscincér (Clytus lama) a cincérfélék családjába tartozó, Európában honos, fenyőfákon élő bogárfaj. 

## Megjelenése
A fenyő-darázscincér testhossza 7-15 mm. Testalkata karcsú. Az előtor felülnézetben nagyjából kerek, a szárnyfedők oldalvonala a kidomborodó vállak után enyhén keskenyedik. Alapszíne fekete. Az előtor elülső és hátsó szegélyét vékony sárga szőrcsík keretezi. A szárnyfedőket a sárga pajzsocska mellett négy sárga szőrcsík díszíti: az első pár a vállakon kissé rézsútos és nem éri el a varratot; a második ívesen kanyarodik; a harmadik egyenesen keresztezi a szárnyfedőket; a negyedik a szárnyfedők végeit keretezi. A csápok egyszínű barnásvörösek, lábai vörösbarnák, de a combok sötétek. 

### Hasonló fajok
- A közönséges darázscincérhez képest foltjai és harántsávjai keskenyebbek és világosabb sárgák vagy sárgásszürkék.

## Elterjedése és életmódja
Európában honos, Franciaországtól Nyugat-Ukrajnáig. A Brit-szigetekről és Skandináviából hiányzik. Magyarországon csak Sopron környékén fordul elő, a Kárpátokban elterjedt, de ritka faj. 
A hegyvidéki fenyvesek lakója. Lárvája különféle fenyők (főleg luc és jegenyefenyő, ritkán vörösfenyő) elhalt törzseinek kérge alatt, illetve fájában él. Fejlődése 2-3 évig tart, majd tavasszal a faanyagba rágott horog formájú bábkamrában bebábozódik. Az imágó május-júliusban rajzik, többnyire különféle virágokon, illetve a fenyőkön lelhető fel.

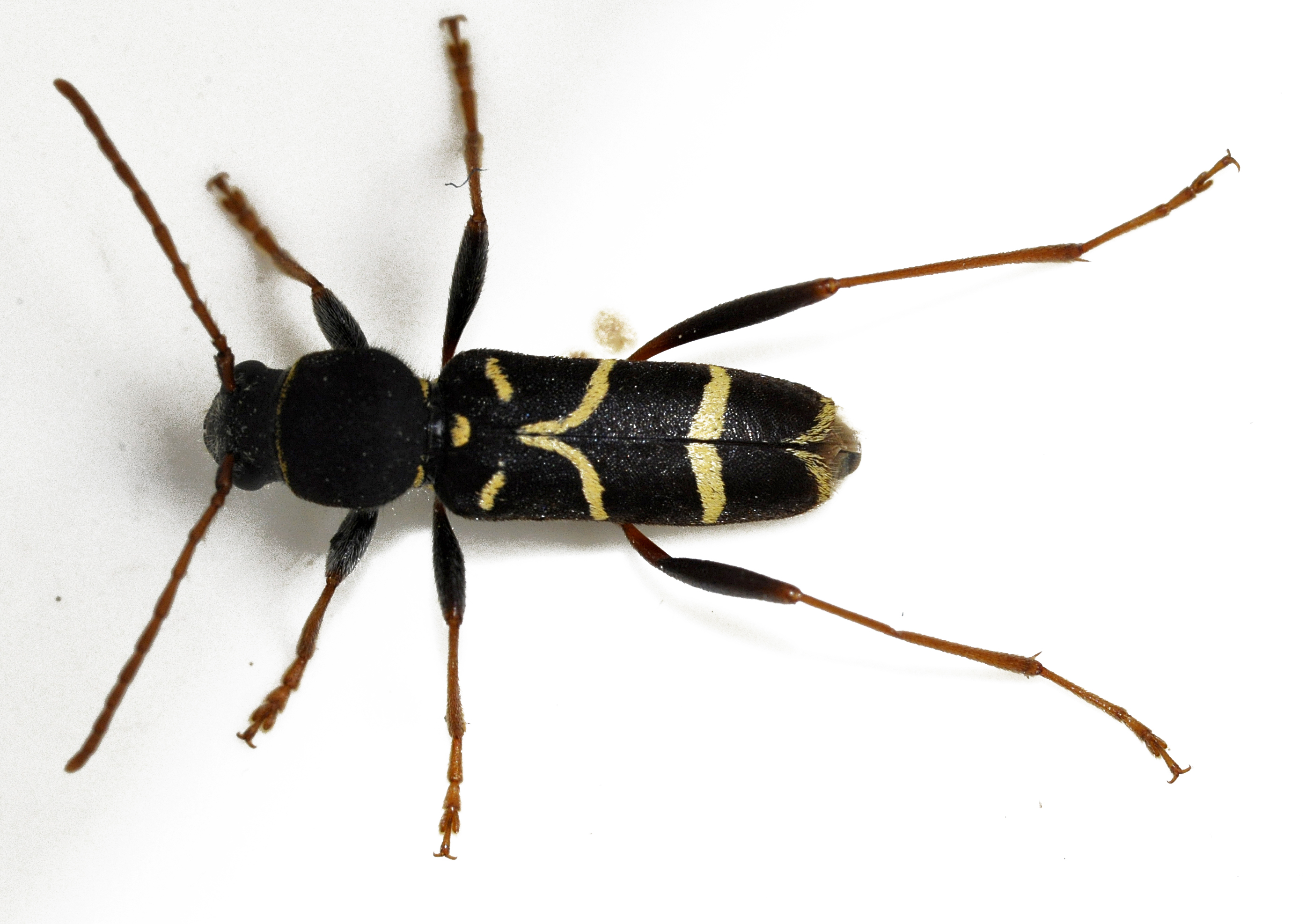
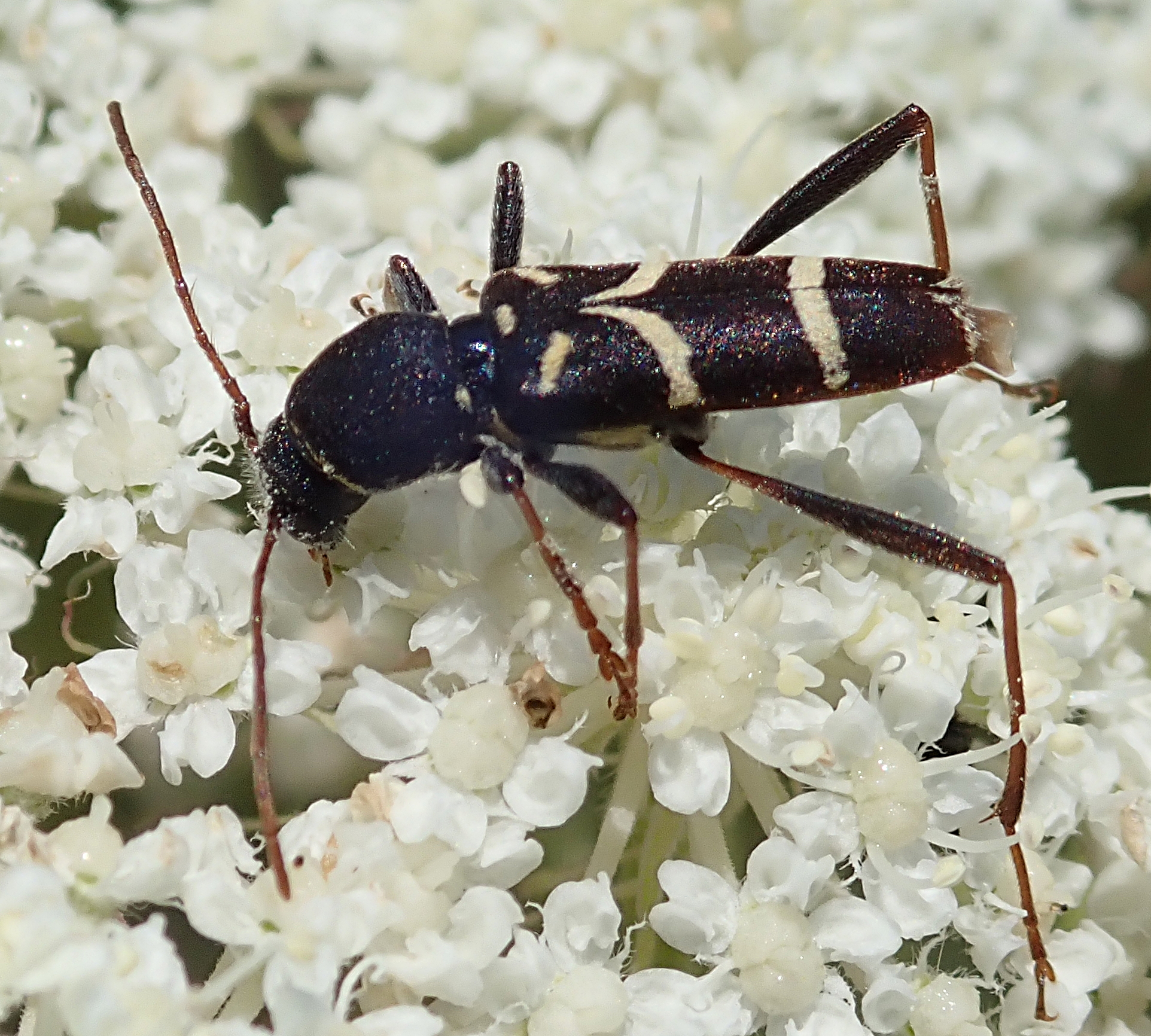
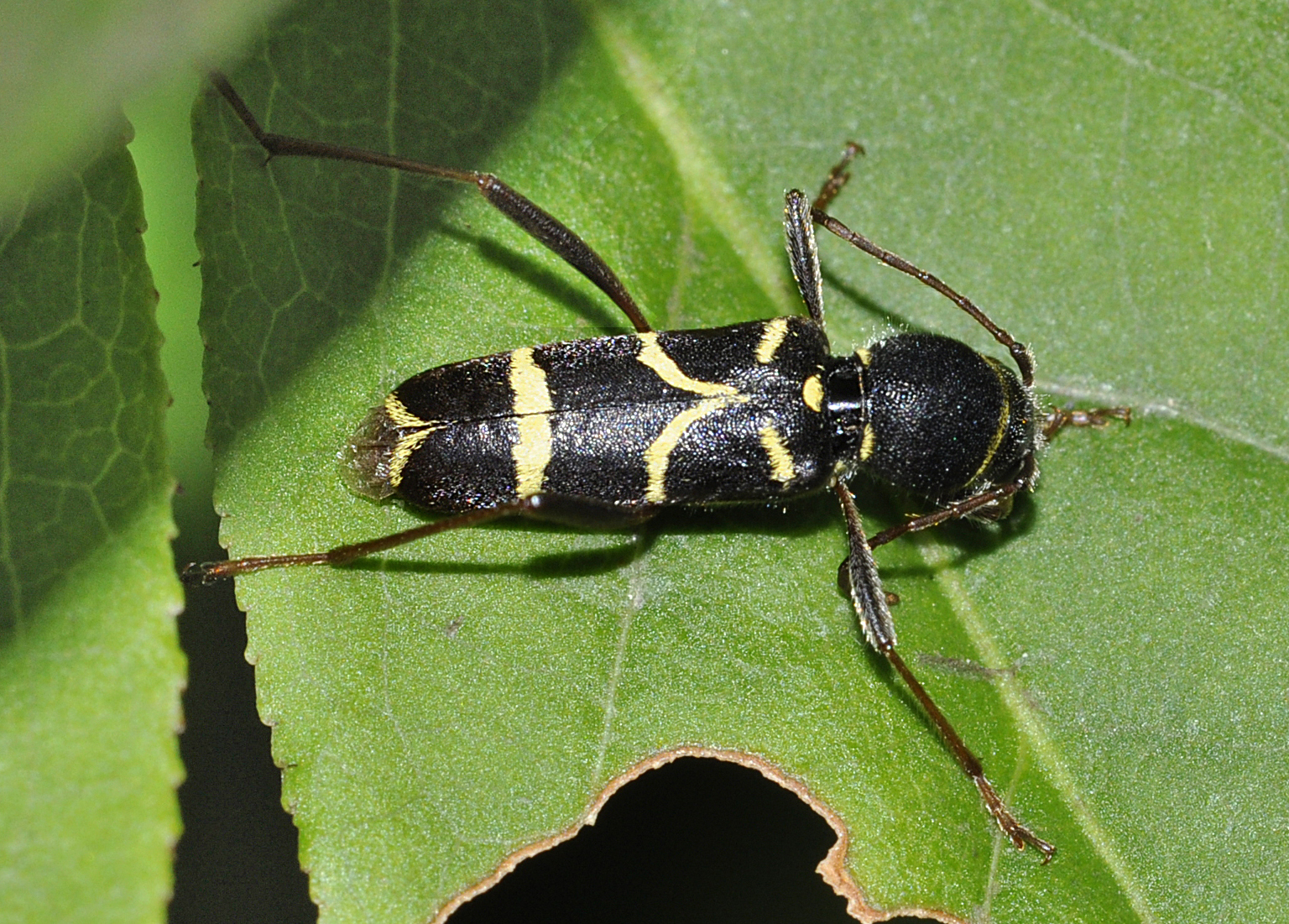
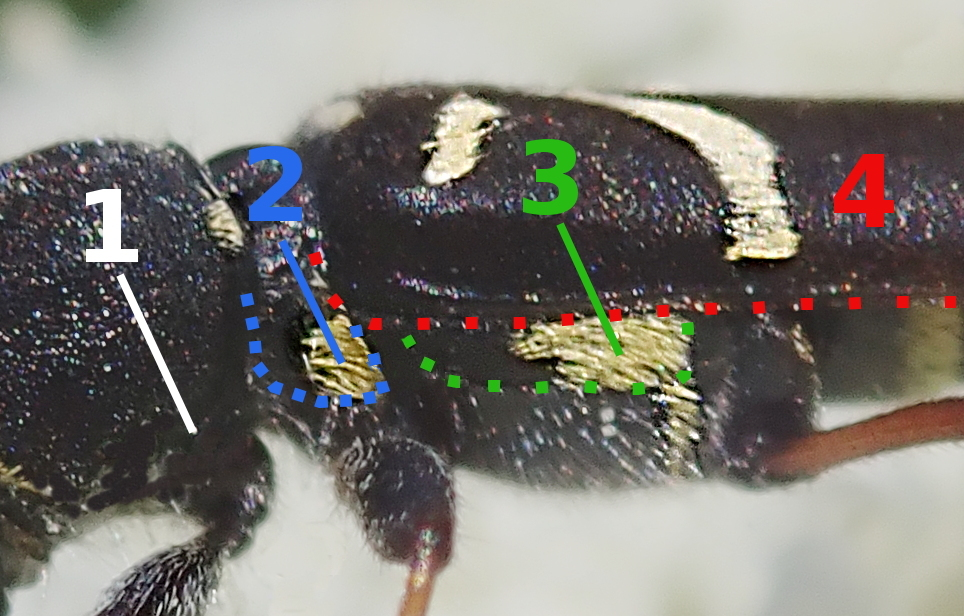

Magyarországon nem védett.